# 금산원
금산원(金山院)은 대한민국 전라남도 강진군 군동면 금사리에 있다. 2004년 11월 1일 강진군의 향토문화유산 제10호로 지정되었다.

## 개요
1842년 감성재를 세우고 주벽으로 김취려, 배향에 김자수 등 3위를 모시고 있다.
1940년 나주 정열사에서 강진으로 옮겨와 창건하고 김취려를 주벽으로 김성진 등 5위를 봉안하고 금산원으로 액호를 바꾸어 유도향사하고 있다.